# Asesino
Asesino est un supergroupe de metal extrême américain, originaire de Los Angeles, en Californie. Comme Brujeria, les paroles sont chantées entièrement en espagnol, et traitent de thèmes évoquant la mort, la violence et la perversion. Le guitariste Asesino décrit le groupe comme « le nouveau Brujeria ».

## Biographie
Le groupe est formé en 2002 à Los Angeles, en Californie, par le guitariste Dino Cazares et le batteur Raymond Herrera crédités sous les surnoms de Asesino et Grenudo, respectivement. Le nom du groupe signifie littéralement « assassin » en espagnol. Ils seront rejoints au chant et à la basse par Tony Campos (a.k.a. Maldito X), membre de Static-X. Herrera quitte ensuite le groupe et est remplacé par Emilio Márquez de Sadistic Intent. 
Le groupe joue quelques dates avec Static-X, American Head Charge et Bloodsimple en juin 2005. En octobre cette même année, le groupe se joint à la tournée Blackest of the Black en Californie, passant par Dallas, San Antonio et Los Angeles avec Danzig, Chimaira, Behemoth, Himsa, et Mortiis. En janvier 2006, Asesino entre aux Undercity Studios de Los Angeles pour enregistrer son nouvel album, Cristo satanico, produit par Dino Cazares et l'ingénieur-son Logan Mader (ex-Machine Head, Soulfly). En mars 2006, ils sont annoncés au BB King's Blues Club de New York City le 31 juillet. Ils annoncent la sortie de Cristo satanico pour le 6 juin 2006 via MySpace.
En janvier 2013, le groupe est annoncé en préparation d'un nouvel album, La Segunda Venida, qui sera publié à la fin de 2013. L'album n'est toujours pas publié, en 2016.

## Membres

### Membres actuels
- Asesino (Dino Cazares) – guitare (depuis 2002)
- Maldito X (Tony Campos) – basse, chant (depuis 2002)
- Sadístico (Emilio Márquez) – batterie (depuis 2002)

### Anciens membres
- Raymond Herrera - batterie (sur Corridos de Muerte) (2002)
- Sepulculo (Andreas Kisser) - guitare (sur Cristo Satanico) (2006)

## Discographie
- 2002 : Corridos de Muerte
- 2006 : Cristo satanico